# Tomás Ordóñez
Tomás Ordóñez Torres (n. Cuenca, Imperio español, segunda mitad del siglo XVIII - f. Ibidem, ca. 1845-1846) fue un militar ecuatoriano, prócer de la independencia de las actuales provincias de Azuay y Cañar. Era hijo de Paulino Ordóñez Sempertegui y de Margarita Torres de la Riba, los que tuvieron igualmente destacada participación en aquel hecho independentista acaecido el 3 de noviembre de 1820.

## Historia
Este hecho se dio después de la independencia de Guayaquil que suscitó el 9 de octubre de 1820, siendo partícipes Tomás Ordóñez Torres, José Sevilla y un religioso  Juan María Ormaza.
Tomás Ordóñez realizó un primer intento de independencia pero falló, por lo cual armó un complot junto con el alcalde constitucional José María Vázquez de Noboa logrando derrotar a las milicias españolas y dándole una victoria imponente, en la plaza de San Sebastián ubicado en el cantón Cuenca, a los patriotas que contaron con el apoyo del clérigo Javier de Loyola.
La independencia del Ecuador y de las Provincias del Azuay y Cañar, se consolidaría más tarde, el 24 de mayo de 1822, en la Batalla de Pichincha en la que triunfaron las fuerzas militares comandadas por el general Antonio José de Sucre.

## Vida privada
Tomás Ordóñez murió a temprana edad por lo cual nunca contrajo matrimonio y no dejó descendencia. Hizo testamento en Cuenca el 19 de diciembre de 1845, presumiéndose que debió fallecer poco tiempo después; todos sus bienes, entre ellos una casa ubicada al frente de la Plaza Abdón Calderón, pasaron a sus hermanos: Domingo Lizardo y María Francisca, según consta en dicho testamento.

## Homenajes
- Una calle ubicada en la parte central de Cuenca lleva su nombre: Cruza  desde la calle larga hasta la Héroes de Verdeloma: pasando por lugares importantes como: el Registro Civil, la escuela Luis Cordero Crespo, parque San Blas, Universidad Católica de Cuenca, entre otros.

- En Cuenca, por el gran mérito de sus padres: Margarita Torres de la Riba y Paulino Ordóñez Sempertegui, en las labores independentistas, en su memoria, existen dos calles que, respectivamente, llevan el nombre de cada uno de ellos.